# Ракета (стадион)
Стадион «Ракета» — многоцелевой стадион в посёлке Дербышки, города Казани, Россия. Домашняя арена хоккейного клуба «Ак Барс — Динамо».

## История
- Стадион «Ракета» был построен в 1947 году.
- Трибуны стадиона сооружены в конце 60-х годов.
- В 2000 году на стадионе был проведен Турнир на призы Правительства России.
- В 2005 и 2011 годах на стадионе «Ракета» прошли Чемпионаты мира по хоккею с мячом.
- К летней Универсиаде 2013 года на стадионе прошла реконструкция
- Летом 2013 года на стадионе прошли футбольные матчи Универсиады.
- 26 января 2018 года произошло открытие крытого плавательного бассейна.
- 1 ноября 2022 года на стадионе началась реконструкция холодильных установок.

## Тех. характеристики
- Размеры поля: 105 x 65 м.
- Искусственный футбольный газон
- Искусственный лед
- Сред. освещенность: 750 люкс

## Галерея

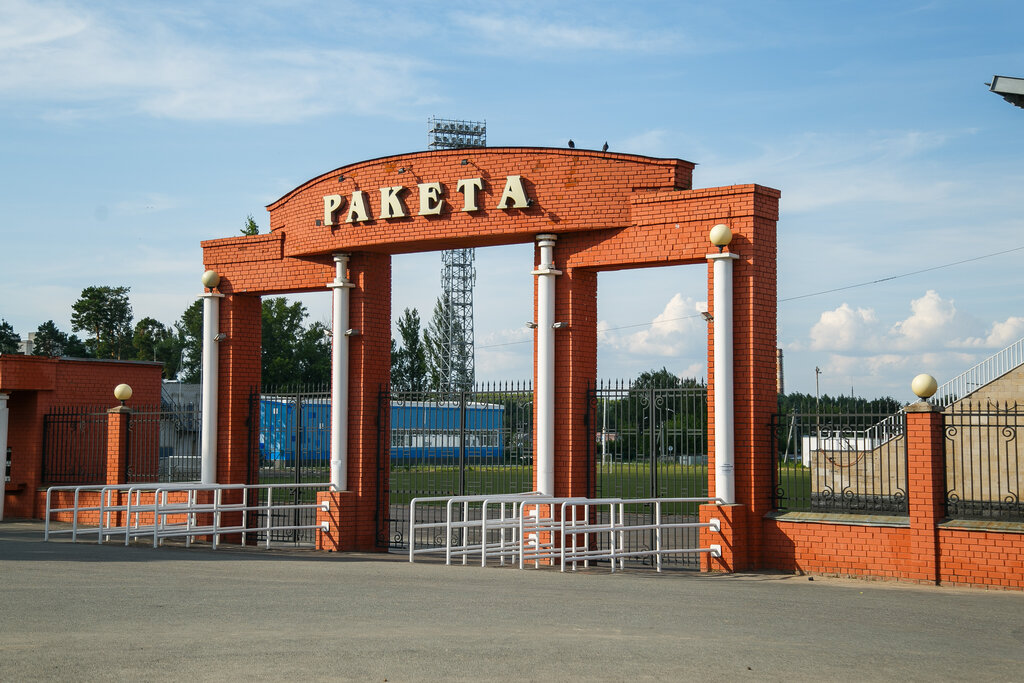
Главный вход
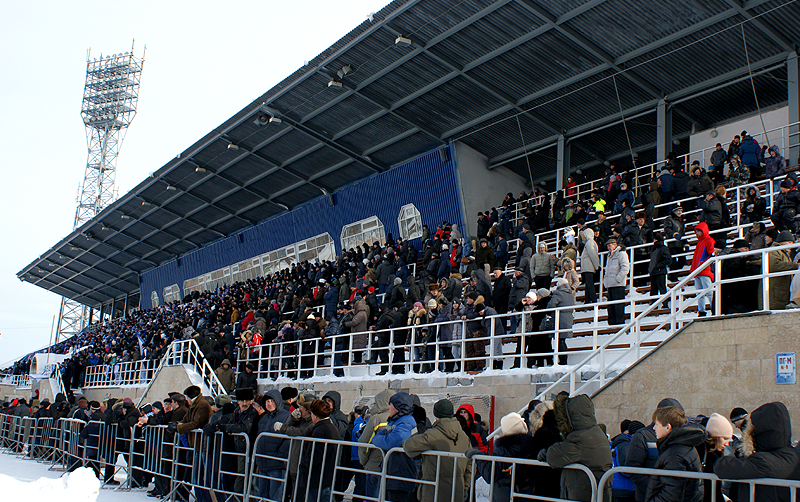
Трибуны во время матча